# الحرب الدنماركية السويدية (1808–1809)
كانت الحرب الدنماركية السويدية عامي 1808 – 1809 حربًا بين اتحاد الدنمارك والنرويج والسويد بسبب تحالف اتحاد الدنمارك النرويج مع فرنسا وتحالف السويد مع المملكة المتحدة خلال الحروب النابليونية. لم ترغب السويد ولا اتحاد الدنمارك النرويج في بدء الحرب ولكن بمجرد اندلاعها نتيجة تحالفات كل منهما، حاولت السويد الاستحواذ على النرويج عن طريق الغزو، في حين قام اتحاد الدنمارك النرويج بمحاولات غير محظوظة لاستعادة الأراضي التي خسرها أمام السويد في القرن السابع عشر. أُبرم السلام على أساس «الوضع السابق للحرب» في 10 ديسمبر 1809.

## خلفية تاريخية
بقي اتحاد الدنمارك النرويج والسويد محايدين خلال حرب التحالف الأول. اعتزمت دولتا الشمال الأوروبي اتباع هذه السياسة أيضًا خلال حرب التحالف الثاني، وقد فعلتا ذلك في عام 1800، إذ شكلتا مع بروسيا وروسيا الرابطة الثانية للحياد المسلح من أجل حماية أسطولهم التجاري المحايد ضد السياسة البريطانية للبحث غير المحدود عن أساطيل الشحن المحايد التي تُستخدم للتهريب الفرنسي. برغم ذلك، حُلّت الرابطة بعد الهجوم البحري البريطاني على كوبنهاغن وموت بافل الأول إمبراطور روسيا في عام 1801. بعد انهيار التحالف، واستمرار الحرب القصيرة بين اتحاد الدنمارك النرويج ضد المملكة المتحدة، بقيت السويد والدنمارك ملتزمتين بسياسة الحياد.
في عام 1805 انضمت السويد إلى الحرب ضد فرنسا، ولكن بعد التقدم الفرنسي السريع عبر شمال غرب ألمانيا والهزيمة في لوبيك، اضطرت القوات السويدية إلى الانسحاب إلى بوميرانيا السويدية. بدأت المحاولات لعقد مفاوضات سلام بين فرنسا والسويد، وعرض الإمبراطور نابليون الأول على السويد في خريف عام 1806 الحصول على النرويج مقابل بوميرانيا السويدية. لكن المفاوضات فشلت، وفي أوائل عام 1807 غزت القوات الفرنسية بوميرانيا السويدية واحتلها في نهاية المطاف.

## الجيوش المشاركة

### الجيش السويدي
قُدّرت أعداد الجيش السويدي المتمركز في السويد بنحو 23,000 رجل، 7000 منهم في جنوب السويد تحت قيادة الكونت يوهان كريستوفر تول، و14,000 باتجاه الحدود النرويجية تحت قيادة غوستاف موريتز أرمفيلت، و2000 في نورلند بقيادة يوهان برغنسترهل.
كان الجيش السويدي مجهزًا تجهيزًا جيدًا إلى حد ما وكان الجنود مدربين تدريبًا جيدًا، ولكن تحت ضغط من الجبهتين، أُجبر السويديون على الاحتفاظ بالقدرة على إرسال القوات إلى الأماكن الأكثر حاجة. كان المسرح الرئيسي للحرب في الشرق، حيث هدد الغزو الروسي الحكم السويدي في فنلندا، وقد أُخذ التهديد من اتحاد الدنمارك النرويج وفرنسا على محمل الجد. قُسّم الجيش الغربي السويدي إلى جناحين، وكان الجناح الأيمن بقيادة أرمفيلدت نفسه، وأما الجناح الأيسر فقاده اللواء فيجيساك.

### جيش اتحاد الدنمارك النرويج
تألف جيش اتحاد الدنمارك النرويج مجتمعًا من 36,000 رجل. بإمكان الجيش الدنماركي حشد 14,650 رجلًا، ولكن يمكن استخدام 5000 منهم فقط للهجوم ضد السويديين. كان الجيش النرويجي مستعدًا لحرب مستقبلية مع السويد منذ خريف عام 1807، ولكن في حين أجبروا على تنظيم حماية ساحلية على طول الساحل النرويجي الطويل ضد هجمات السفن الحربية البريطانية التي حاولت إغلاق خطوط الربط بين النرويج والدنمارك، كان الجيش في حالة سيئة في أواخر فبراير 1808. آل مصير الجيش إلى نقص الأسلحة والذخيرة والملابس والطعام وكان لدى العديد من الجنود معدات يبلغ عمرها 20 عامًا.
كان الجيش النرويجي تحت قيادة الأمير كريستيان أوغست أمير أوغستنبرغ الذي كان في ذلك الوقت رئيسًا للجنة الحكومة النرويجية، التي تأسست حين بدأ البريطانيون الحصار بين النرويج والدنمارك في عام 1807. عُيّن حاكمًا عامًا للنرويج أيضًا.

### الجيش الفرنسي
عند اندلاع الحرب، أرسل نابليون تعزيزات إلى الدنمارك من فرنسا وإسبانيا وهولندا بقيادة المارشال جان بابتيست برنادوت (بمجموع نحو 45,000 رجل منهم 12,500 فرنسي و14,000 إسباني و6000 هولندي وفرقة دنماركية احتياطية مؤلفة من 12,500 الرجال)، ما يعني أن القوة الدنماركية الفرنسية تتكون من نحو 81,000 رجل. جعل الفرنسيون شرطًا لمشاركتهم في الحرب ضد السويد أن يكون جيش التحالف تحت القيادة الفرنسية.